# Pachanga con Puente
Pachanga con Puente è un album di Tito Puente, pubblicato dalla Tico Records (un ritorno con questa etichetta dopo cinque anni passati con la major RCA Records) nel 1961. Il disco fu registrato all'Hotel Riverside Plaza Ballroom di New York nel 1961.Il disco è stato pubblicato anche su CD assieme all'album Vaya Puente (1962) dall'etichetta Malanga Records nel 2013.

## Tracce
Lato A
1. A Bailar Pachanga – 2:10 (Ricardo Diaz)
2. Un Telegrama – 2:44 (Alfredo Garcia Segura)
3. Piano Pachanga – 2:16 (Johnny Conquet)
4. Ven Nenita – 2:42
5. Pachanga Beat – 2:07 (Tito Puente)
6. El Chivo – 2:36 (Vinicio González)

Lato B
1. Pachanga Sí, Pachanga No – 3:04
2. El Pañuelo – 2:38
3. La Charanga – 2:28 (Marco Rizo)
4. Pachanga Mood – 2:17 (Tito Puente)
5. Caramelos – 2:17 (Roberto Puentes)
6. El Güiro de Macorina – 2:38 (J. Pacheco, L Ramirez)

## Musicisti
- Tito Puente - leader, arrangiamenti, timbales, percussioni, cori
- Santos Colon - voce, cori
- Rudy Calzado - voce, cori
- Gil Lopez - pianoforte
- Johnny Pacheco - flauto
- Jimmy Frisaura - tromba
- Pedro Puchi Boulong - tromba
- Pat Russo - tromba
- Jesus Caunedo - sassofono tenore
- Al Abreu - sassofono tenore
- Pete Fanelli - sassofono alto
- Shep Pullman - sassofono baritono
- Bobby Rodriguez - contrabbasso
- José Buyu Mangual Sr. - bongos
- Juan Papi Cadavieco - bongos
- Gabriel Yayo El Indio Vega - cori
- Rafael Chirvico Davila - cori